# Legnaro
Legnaro es una localidad y comune italiana de la provincia de Padua, región de Véneto, con 8.129 habitantes.
Legnaro es un municipio de la provincia de Padua. El actual alcalde de la ciudad es Giovanni Bettini desde el año 2014. El nombre “Legnaro” viene del latín Lignarium por su cantidad de leña/madera y por el gran número de bosques. Los monumentos principales de la ciudad son: la iglesia de San Biagio, que fue construida entre 1779 y 1786; la Villa Baretta y la Corte Benedettina. Además, Legnaro hospeda el Instituto Nacional de Física Nuclear, el Instituto Zooprofiláctico y las facultades de Agraria y de Medicina Veterinaria. El patrón de Legnaro es San Biagio y se festeja el 3 de febrero. Otras dos fiestas importantes son la fiesta popular de Legnaro, que tiene lugar en septiembre y dura quince días, y la fiesta del caballo, que se celebra en junio y dura diez días. En esas épocas se organizan competiciones ecuestres y se pueden comer los platos típicos con carne de caballo también, como Sfilacci di cavallo o Spezzatino di cavallo. El caballo es el animal símbolo de la ciudad: en los años de la guerra sació y salvó a los habitantes de la zona.

## Evolución demográfica
| Gráfica de evolución demográfica de Legnaro entre 1861 y 2001 |
|                                                               |
| Fuente ISTAT - elaboración gráfica de Wikipedia               |